# Chris Anker Sørensen
Chris Anker Sørensen (Hammel, 5 settembre 1984 – Zeebrugge, 18 settembre 2021) è stato un ciclista su strada danese, professionista dal 2007 al 2018.

## Biografia
Ha iniziato la carriera da professionista nel 2007 con il Team CSC di Bjarne Riis. Nel 2008, dopo aver vinto una tappa al Critérium du Dauphiné Libéré e una al Giro d'Austria, ha corso per la Danimarca la prova in linea ai Giochi olimpici estivi di Pechino 2008, classificandosi undicesimo. Nel 2010 si è aggiudicato l'ottava tappa del Giro d'Italia, quella con arrivo sul Terminillo, mentre due anni dopo è stato insignito del premio di supercombattivo al Tour de France.
Nel 2015 ha vinto per la prima volta il titolo nazionale in linea. L'anno dopo ha lasciato la Tinkoff (ex CSC) per trasferirsi alla squadra francese Fortuneo-Vital Concept, da cui in seguito è passato alla Riwal Platform, con cui ha terminato la carriera agonistica ed ha intrapreso quella di allenatore.
Ha fatto parte della spedizione danese ai Giochi olimpici di Rio de Janeiro 2016, in cui si è classificato sessantesimo nella corsa in linea.
Si è ritirato dalla carriera agonistica nel 2018.
È morto il 18 settembre 2021, all'età di trentasette anni, a Zeebrugge, a causa di un incidente stradale: mentre percorreva in bicicletta le strade della zona, è stato investito da un furgoncino. Si trovava nelle Fiandre perché avrebbe dovuto commentare l'imminente campionato mondiale per conto della televisione nazionale Tv2 Sport.

## Palmarès
- 2005 (Team Designa Køkken)

3ª tappa Ringerike Grand Prix (Hønefoss > Ringerike)
2ª tappa Horsens (Horsens > Horsens)
- 2008 (Tema CSC, due vittorie)

6ª tappa Critérium du Dauphiné Libéré (Morzine > La Toussuire)
2ª tappa Österreich-Rundfahrt (Dobbiaco > Kitzbüheler Horn)
- 2009 (Saxo Bank, una vittoria)

Japan Cup
- 2010 (Saxo Bank, una vittoria)

8ª tappa Giro d'Italia (Chianciano Terme > Terminillo)
- 2015 (Tinkoff-Saxo, una vittoria)

Campionati danesi, Prova in linea

### Altri successi
- 2007 (Team CSC, una vittoria)

2ª tappa Deutschland Tour (Bretten > Bretten)
- 2011 (Saxo Bank, una vittoria)

Classifica scalatori Tour de Romandie
- 2012 (Saxo Bank, due vittorie)

Classifica scalatori Volta Ciclista a Catalunya
Premio della Combattività Tour de France

## Piazzamenti

### Grandi Giri
- Giro d'Italia

2008: 28º
2010: 27º
2014: non partito (12ª tappa)
- Tour de France

2009: 34º
2010: 69º
2011: 37º
2012: 14º
2016: 86º
- Vuelta a España

2007: 19º
2011: 12º
2013: 18º
2014: 29º

### Classiche monumento
- Liegi-Bastogne-Liegi

2008: 50º
2009: 33º
2011: 6º
2012: 31º
2013: 39º
2014: 28º
2015: 80º
2016: 73º
- Giro di Lombardia

2007: 51º
2008: 70º
2009: 23º
2010: ritirato
2011: 33º
2012: 45º
2013: 40º
2014: 26º
2015: 83º

### Competizioni mondiali
- Campionati del mondo

Salisburgo 2006 - In linea Under-23: ritirato
Stoccarda 2007 - In linea Elite: 25º
Varese 2008 - In linea Elite: 13º
Mendrisio 2009 - In linea Elite: 13º
Melbourne 2010 - In linea Elite: 23º
Copenaghen 2011 - In linea Elite: 129º
Limburgo 2012 - In linea Elite: 52º
Toscana 2013 - In linea Elite: 32º
Ponferrada 2014 - In linea Elite: 31º
- Giochi olimpici

Pechino 2008 - In linea: 11º
Pechino 2008 - Cronometro: 18º
Rio de Janeiro 2016 - In linea: 60º